# Spaarne
Die Spaarne ist ein 10,24 km langer, kanalisierter Fluss in der niederländischen Provinz Nordholland. Der nur im geringen Maße in Richtung Norden strömende Fluss bildet eine Verbindung zwischen der Ringvaart des Haarlemmermeers und dem Nordseekanal. Das Gewässer fließt durch das Zentrum der Stadt Haarlem, die deshalb den Beinamen Spaarnestadt trägt. Der Wasserstand des Flusses, der bei der Entwässerung Nord- und Südhollands eine wichtige Rolle spielt, wird durch Pumpwerke auf der gesamten Länge künstlich auf 0,6 m unter NHN gehalten.

## Etymologie
Der Name Spaarne stammt wahrscheinlich von „spier“, einem veralteten Wort für Reet bzw. Schilfrohr. Im Niederländischen („het Spaarne“) ist das grammatikalische Geschlecht des Flusses sächlich.

## Geographie

### Verlauf

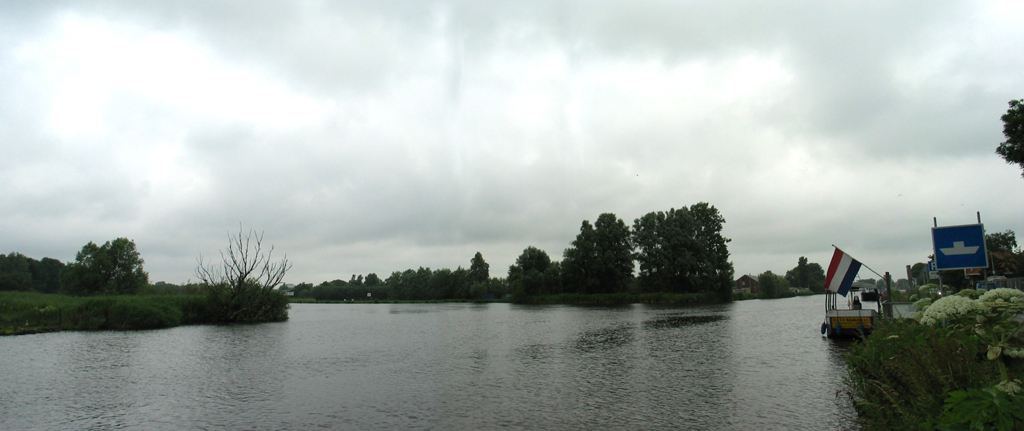
Die Ringvaart des Haarlemmermeerpolders mit Abzweigung der Spaarne (links), 2005

Die Spaarne beginnt als Abfluss der Ringvaart des Haarlemmermeerpolders im Süden der Stadt Haarlem und der Gemeinde Heemstede. Nachdem die Spaarne das Stadtzentrum Haarlems durchquert hat, mündet sie über ein Schöpfwerk und die Rijnlandschleuse bei Spaarndam in einen nicht eingepolderten Teil des ehemaligen Meeresarmes IJ. Der Abfluss dieses Sees erfolgt über den Seitenkanal C in den Nordseekanal. Der Wasserstand des Nordseekanals ist mit 0,4 m ü. NHN etwa 20 cm höher als der des Flusses Spaarne.

### Kilometrierung
Obwohl die schwache Strömung der Spaarne von Süden nach Norden verläuft, beginnt die Kilometrierung des Gewässers als Teil der Wasserstraße Nordseekanal-Spaarne-Kaagerplassen bei km 3,80 im Norden und endet bei km 14,04 im Süden.

### Nebenflüsse und Kanäle
Der einzige natürliche Nebenfluss der Spaarne ist die Liede, die wenige Kilometer östlich parallel zur Spaarne verläuft und ebenfalls ein Abfluss der Ringvaart des Haarlemmermeerpolders ist. Die Liede mündet über deren als Mooie Nel bezeichneten Ausbuchtung nördlich von Haarlem in die Spaarne. Weitere Zuflüsse der Spaarne sind  zahlreiche Entwässerungsgräben sowie Stichkanäle und die Grachten von Haarlem. Dadurch ist die Spaarne indirekt mit der Haarlemmertrekvaart und der Leidsevaart verbunden, die wirtschaftlich heute jedoch keine Rolle mehr spielen.
Mit der Spaarne verbundene Kanäle, Flüsse und sonstige Gewässer sind (in der Reihenfolge der Kilometrierung von Norden nach Süden):
| Rechts/Links | bei km | Kanal/Fluss                           |
| ------------ | ------ | ------------------------------------- |
| R            | 4,28   | Entwässerungskanal bei Spaarndam      |
| L            | 4,34   | Mooie Nel und Liede                   |
| R            | 5,38   | Jan Gijzenvaart                       |
| L            | 7,54   | Stichkanal zum Industriehafen Haarlem |
| R            | 7,72   | Kloppersingel                         |
| R            | 8,17   | Nieuwe Gracht                         |
| L            | 8,75   | Burgwal                               |
| R            | 8,83   | Bakenessergracht                      |
| R            | 9,37   | Kampersingelgracht                    |
| L            | 9,40   | Burgwal                               |
| L            | 9,51   | Heerensingelgracht                    |
| L            | 9,54   | Zomervaart                            |
| R            | 11,43  | Crayennestervaart                     |
| R            | 12,08  | Bronsteevaart                         |
| R            | 12,08  | Bronsteevaart                         |
| R            | 12,42  | Heemsteedsch Kanaal                   |

## Geschichte

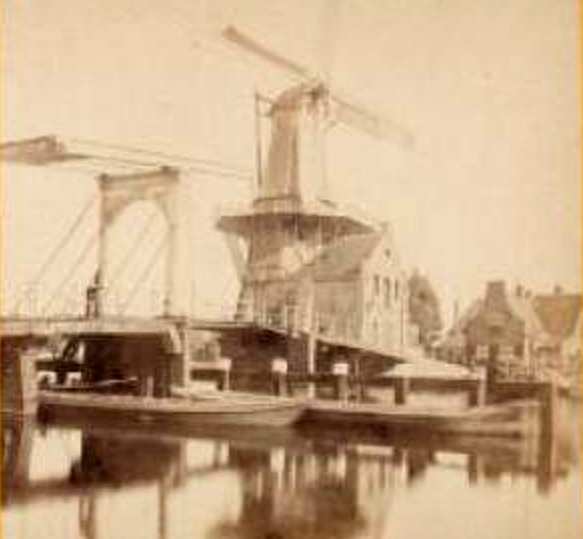
Windmühle De Adriaan und Brücke über die Spaarne, um 1870

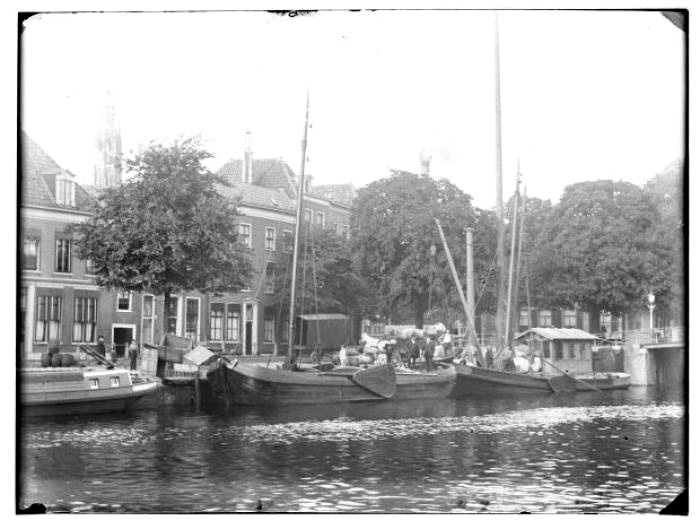
Das Ufer der Spaarne in Haarlem, 1894

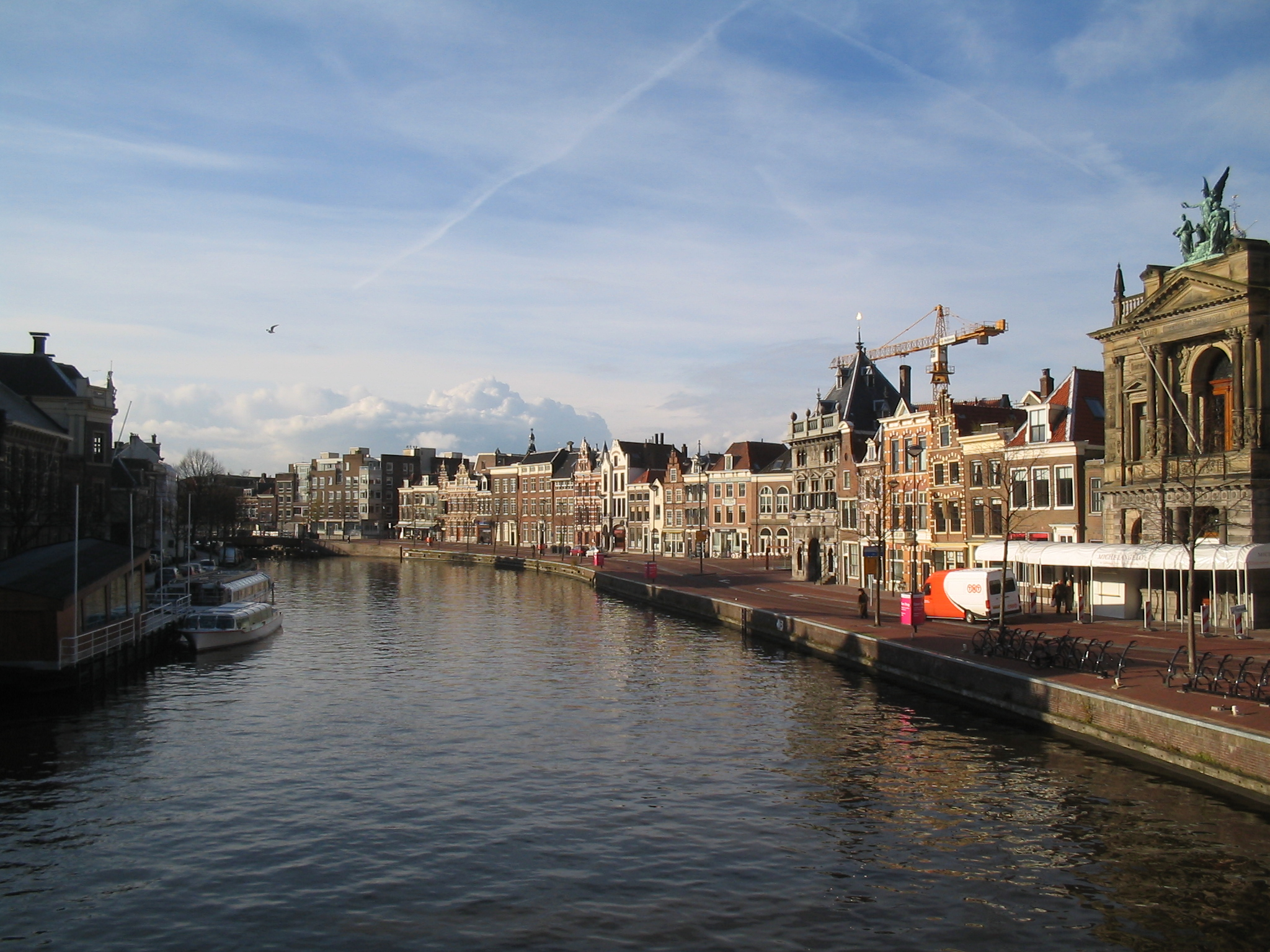
Die Spaarne in Haarlem, 2005

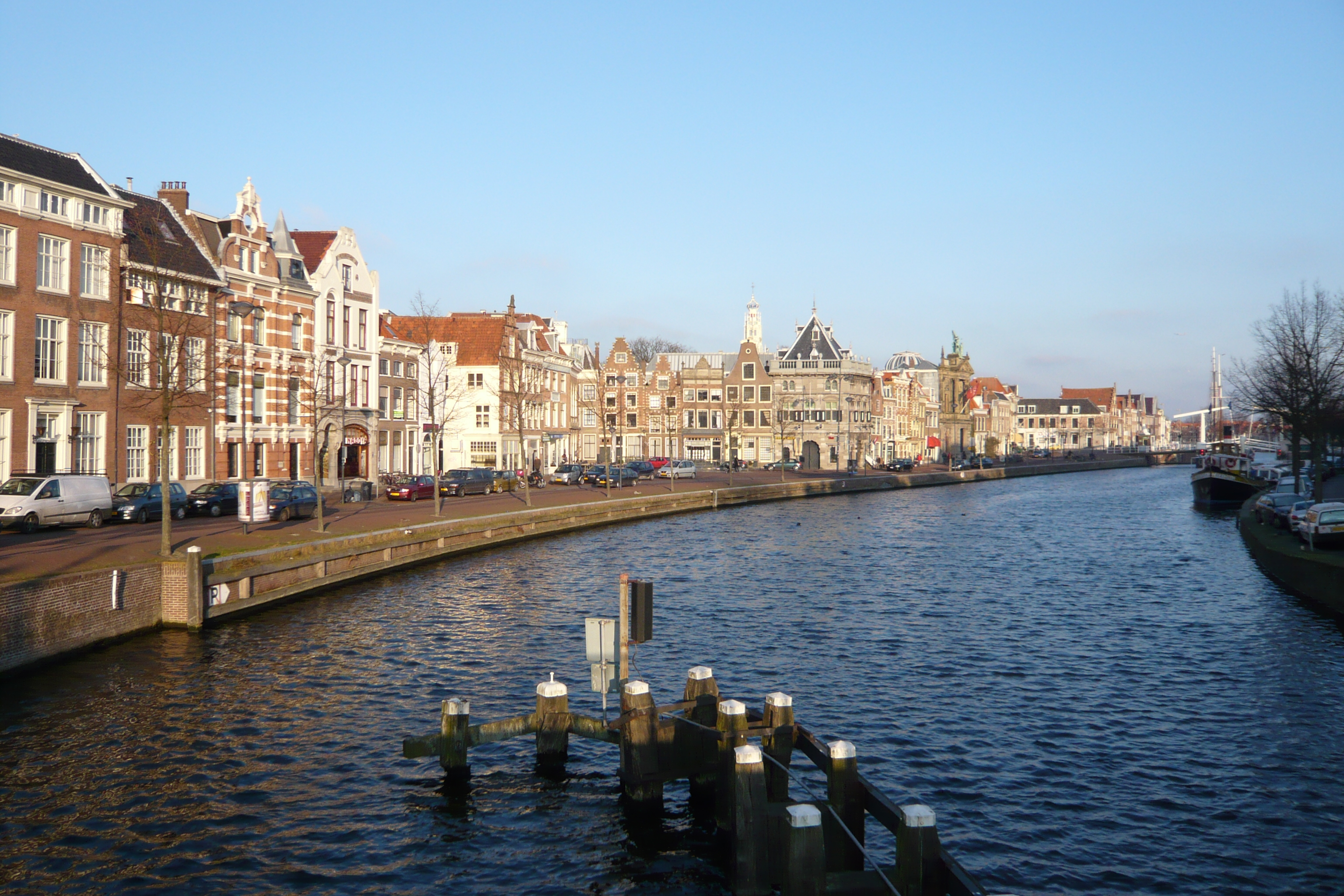
Die Spaarne in Haarlem, 2008

Ursprünglich bildete die Spaarne eine natürliche Verbindung zwischen dem Haarlemmermeer und dem IJ, damals eine Meeresbucht der Zuiderzee. Nach mehreren Sturmfluten im Jahre 1248, zu denen auch die Allerkindleinsflut zählt, errichtete die Bevölkerung an der Spaarnemündung in das IJ einen Deich mit Sielen. Der Spaarndammerdijk war die wichtigste Entwässerungsanlage des erstmals im Jahre 1255 erwähnten Wasserverbandes Hoogheemraadschap van Rijnland. In den Folgejahren entstanden hier das Deichdorf Spaarndam sowie weitere Siele und Schleusen. Die Einwohner des Deichdorfes lebten von der Fischerei und den Einnahmen aus dem Schiffszoll. 
1845 ging in Spaarndam ein modernes Dampfschöpfwerk in Betrieb. 1939 wurde es auf Dieselbetrieb umgestellt. Die bei der Renovierung 1990 eingebauten Dieselmotoren mit einer Stärke von 309 und 403 Kilowatt treiben jeweils fünf Kettenpumpen mit einem Durchmesser von 5,70 und einer Länge von 24 Metern an. Das Pumpwerk, das von nur einer Person bedient werden kann, befördert maximal eine Wassermenge von 32 m³/s. Bei Hochwasser können über eine Archimedische Schraube zusätzliche 5 m³/s abgepumpt werden.
Nach der 1852 abgeschlossenen Trockenlegung des Haarlemmermeers, einst größter See der Niederlande (17.000 Hektar), verringerten sich die Abflussmenge und die Tiefe der Spaarne erheblich. Außerdem floss nach Fertigstellung des Nordseekanals (1876) ein großer Teil des dem Polder entnommenen Wassers über den mit der Ringvaart verbundenem Seitenkanal F ab. Nach langem Drängen der an der Spaarne ansässigen Industriebetriebe, veranlasste die Gemeinde Haarlem schließlich ein Ausbaggern des Flussbetts, um eine drohende Versandung zu verhindern.
Als Verbindung zwischen der Ringvaart des Haarlemmermeerpolders und dem Nordseekanal hat die Spaarne auch heute noch eine hohe wirtschaftliche Bedeutung. Der nördliche Abschnitt bis zum Zentrum Haarlems kann über den Nordseekanal von Schiffen der Kategorie Rheinschiff erreicht werden. Neben Frachtschiffen wird die Spaarne auch von zahlreichen Sportbooten befahren. Außerdem ist der Fluss, vor allem im ruhigeren, südlichen Teil, ein beliebter Liegeplatz für Wohnboote.

## Brücken
Die Spaarne wird von insgesamt zehn bewegliche Brücken überquert. Historische Brücken sind die 1903 eröffnete Catharijnebrug, die Melkbrug aus dem Jahr 1886 und die 1950 errichtete Gravestenenbrug. Die Schoterbrug, mit 260 Metern die mit Abstand längste Spaarnebrücke, wurde am 6. Juni 2009 eröffnet.
- Schoterbrug: (Klappbrücke)
- Waarderbrug (Klappbrücke)
- Prinsenbrug, Rijksweg 200 (Klappbrücke)
- Spaarnespoorbrug, Eisenbahnstrecke Haarlem-Amsterdam (Klappbrücke)
- Catharijnebrug (Drehbrücke)
- Gravestenenbrug (Klappbrücke)
- Melkbrug (Drehbrücke)
- Langebrug (Klappbrücke)
- Buitenrustbrug, Provinciale weg 205 (Klappbrücke)
- Schouwbroekerbrug (Klappbrücke)